# Loxorrhochma obscurum
Loxorrhochma obscurum är en djurart som tillhör fylumet slemmaskar, och som beskrevs av sensu Diesing 1862. Loxorrhochma obscurum ingår i släktet Loxorrhochma, fylumet slemmaskar och riket djur. Inga underarter finns listade i Catalogue of Life.